# Cancer du foie
Pour des articles plus généraux, voir Cancer et Foie.
 Mise en garde médicale
Le cancer du foie est un type de cancer touchant le foie.
Le carcinome hépatocellulaire est le type de cancer du foie le plus courant, souvent sur un terrain de maladie chronique : hépatite, cirrhose, ou stéatohépatite non alcoolique.

## Incidence et mortalité

Décès par cancer du foie normalisés selon l'âge pour 100000 habitants en 2004.
pas de données
< 7.5
7.5-15
15-22.5
22.5-30
30-37.5
37.5-45
45-52.5
52.5-60
60-67.5
67.5-75
75-110
> 110

### Incidence
En France en 2025, le nombre de cancer du foie est de 13 000 cas par an selon INCa, en majorité chez les hommes de plus de 50 ans.
Dans le monde, le nombre de cancer du foie est de 870 000 cas en 2022. D'après une étude du Lancet, ce nombre pourrait passer à 1,52 million d'ici à 2050.

### Mortalité
Le cancer du foie est « l'un des cancers les plus difficiles à traiter, avec des taux de survie à cinq ans allant d'environ 5 % à 30 % ».
En France en 2023, la mortalité est de 8 200 personnes par an selon l'Institut Curie.
Dans le monde, le nombre de décès annuels est de 760 000 en 2022. D'après une étude du Lancet, ce nombre pourrait passer à 1,37 million d'ici à 2050.

## Facteurs de risques
Les facteurs de risque principaux sont liés aux hépatites virales et à la consommation d'alcool (cirrhose),. 
Il existe également une cause en augmentation liée à une mauvaise alimentation (gras, sucre) et la sédentarité causant la stéatohépatite non alcoolique, surnommée « maladie du foie gras ». Selon une étude du Lancet, cette maladie cause 8 % des cancers du foie en 2022 et pourrait en causer 11 % en 2050. Le surpoids, associé au diabète dans le cadre du syndrome métabolique, augmente sensiblement le risque de survenue du cancer du foie.
D'après une étude publiée dans JHEP Report en 2022, les PFAS s'accumulent notamment dans le foie, perturbent la fonction hépatique et augmentent le risque de cancer du foie. Selon une étude de la Keck School of Medicine of the University of Southern California, les personnes les plus exposées aux PFAS ont un risque 4,5 fois supérieur de cancer du foie.

## Prévention
D'après une étude du Lancet, trois cas sur cinq des cancers du foie dans le monde sont liés à des facteurs de risque évitables. Cela passe notamment par la mise en place de politiques de santé publique. Ainsi concernant le risque liés aux hépatite B et C, la prévention passe par la vaccination et l'amélioration des traitements. De même, il est possible de lutter contre l'obésité et l'abus d'alcool.
Les personnes à risque (souffrant d'obésité, de diabète et de maladies cardiaques) peuvent avoir un dépistage hépatique lors des examens de routine, ce qui permet d'avoir une détection plus précoce.
Le radis, l’artichaut, la spiruline ou le romarin semblent protéger le foie, cependant il n’existe pas de validation scientifique. Une consommation modérée de café serait associée à une réduction du risque de développer des maladies du foie,.

## Symptômes
Les symptômes sont souvent discrets et s'installent de manière durable :
- Douleur persistante dans l'hypocondre droit (sous les côtes)[2]
- Fatigue persistante, inexpliquée (asthénie)
- Perte de poids involontaire, légère mais continue
- Gonflement abdominal
- Perte d’appétit, nausées légères
- Coloration jaune des yeux ou de la peau (ictère)
- Démangeaison inhabituelle de la peau (prurit)
- Urine foncée ou selles pâles

## Diagnostiques
Le diagnostique consiste en une prise de sang (avec transaminases, gamma-GT, bilan de coagulation, alpha-foetoprotéine), une échographie abdominale, voire un fibroscan ou une IRM hépatique en cas de doute.
L'injection d'une bactérie probiotique modifiée, permet par un test d'urine ultérieur de détecter le cancer du foie.

## Classification de différents types

### Cancers primitifs du foie
- Carcinome hépatocellulaire : survient le plus souvent sur un terrain de cirrhose d'étiologie diverse : alcoolisme, hépatite B, hépatite C, hémochromatose. L'incidence élevée du Carcinome hépatocellulaire est aussi liée à la présence de l'aflatoxine, toxine produite par un champignon de type aspergillus [12]. Ce champignon survit en formant un biofilm[13],[14] lui permettant d'échapper au système immunitaire[15], dans une infection de type aspergillose non invasive.
- Cholangiocarcinome, développé aux dépens des voies biliaires
- Carcinome fibrolamellaire : rare, atteint plutôt la femme
- Hépatoblastome : enfant, hépatocytes fœtaux
- Angiosarcome : Thorotrast (ancien produit de contraste radiologique), chlorure de vinyle, stéroïdes androgènes
- Hépatome : il s'agit d'un terme générique pour les tumeurs bénignes du foie. Le terme d'hépatome malin correspond au Carcinome hépatocellulaire

### Cancers secondaires
Du fait du drainage par la veine porte, le foie peut être le siège de métastase de cancers digestifs : estomac, duodénum, intestin grêle, côlon, rectum, pancréas. Dans le cas de métastases, les tumeurs sont souvent multiples, en lâcher de ballons. L'histologie permet de déterminer l'origine de ces métastases.

## Pronostic

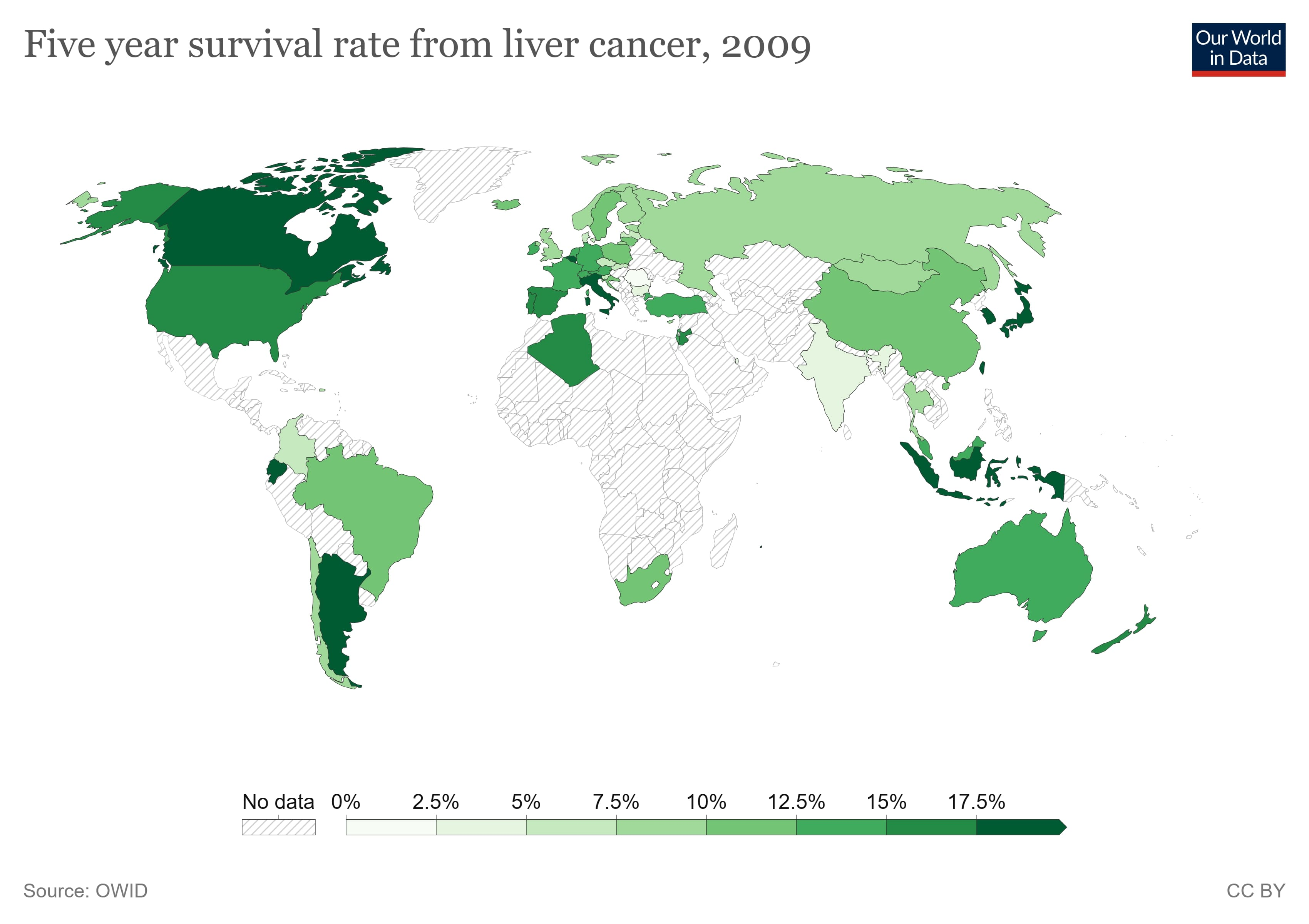
Taux de survie à 5 ans du cancer du foie, en 2009.